# Верхняя Манява
Ве́рхняя Маня́ва (баш. Үрге Мәнәү) — деревня в Белорецком районе Республики Башкортостан России. Входит в состав Инзерского сельсовета.

## География

### Географическое положение
Расстояние до:
- районного центра (Белорецк): 60 км,
- центра сельсовета (Инзер): 53 км,
- ближайшей ж.-д. станции (Юша): 15 км.

## История
Название происходит от «үрге» — верхний и названия реки Манява (башк. Мәнәү).
До 1 января 1996 года относилась к упраздненному Татлинскому сельсовету. 

## Население
| 2002 | 2009 | 2010 |
| ---- | ---- | ---- |
| 5    | ↗6   | ↘0   |

Национальный состав
Согласно переписи 2002 года, преобладающая национальность — русские (100 %)..